# I vattnet flyter man
I vattnet flyter man är en roman av författaren Kristina Sandberg från 1997. Boken handlar om en ung flickas tonårsliv.